# Marathon van Fukuoka 1980
De marathon van Fukuoka 1980 werd gelopen op zondag 7 december 1980. Het was de 34e editie van de marathon van Fukuoka. Aan deze wedstrijd mochten alleen mannelijke elitelopers deelnemen. De Japanner Toshihiko Seko kwam als eerste over de streep in 2:09.45.

## Uitslagen
| rang   | naam                | land | tijd    |
| ------ | ------------------- | ---- | ------- |
| Goud   | Toshihiko Seko      | JPN  | 2:09.45 |
| Zilver | Takeshi So          | JPN  | 2:09.49 |
| Brons  | Kunimitsu Ito       | JPN  | 2:10.05 |
| 4      | Garry Henry         | AUS  | 2:10.09 |
| 5      | Shigeru So          | JPN  | 2:10.23 |
| 6      | Waldemar Cierpinski | GDR  | 2:10.24 |
| 7      | Kirk Pfeffer        | USA  | 2:10.29 |
| 8      | Robert de Castella  | AUS  | 2:10.44 |
| 9      | Yutaka Taketomi     | JPN  | 2:11.27 |
| 10     | David Cannon        | ENG  | 2:11.35 |
| 11     | Kyle Heffner        | USA  | 2:12.35 |
| 12     | Benji Durden        | USA  | 2:13.25 |
| 13     | Karel Lismont       | BEL  | 2:13.35 |
| 14     | Hiroshi Yuge        | JPN  | 2:13.56 |
| 15     | Hideki Kita         | JPN  | 2:14.37 |
| 16     | Jürgen Eberding     | GER  | 2:14.38 |
| 17     | Werner Dörrenbacher | GER  | 2:14.50 |
| 18     | Koshiro Kawaguchi   | JPN  | 2:15.15 |
| 19     | Kaneo Hikima        | JPN  | 2:15.19 |
| 20     | Lawrence Whitty     | AUS  | 2:15.23 |
| 21     | Don Howieson        | CAN  | 2:15.53 |
| 22     | Takehiko Kikuchi    | JPN  | 2:15.56 |

1947 ·
1948 ·
1949 ·
1950 ·
1951 ·
1952 ·
1953 ·
1954 ·
1955 ·
1956 ·
1957 ·
1958 ·
1959 ·
1960 ·
1961 ·
1962 ·
1963 ·
1964 ·
1965 ·
1966 ·
1967 ·
1968 ·
1969 ·
1970 ·
1971 ·
1972 ·
1973 ·
1974 ·
1975 ·
1976 ·
1977 ·
1978 ·
1979 ·
1980 ·
1981 ·
1982 ·
1983 ·
1984 ·
1985 ·
1986 ·
1987 ·
1988 ·
1989 ·
1990 ·
1991 ·
1992 ·
1993 ·
1994 ·
1995 ·
1996 ·
1997 ·
1998 ·
1999 ·
2000 ·
2001 ·
2002 ·
2003 ·
2004 ·
2005 ·
2006 ·
2007 ·
2008 ·
2009 ·
2010 ·
2011 ·
2012 ·
2013 ·
2014 ·
2015 ·
2016 ·
2017